# Scott O'Dell
Scott O'Dell (Los Ángeles, California, 23 de mayo de 1898 - Mount Kisco, Nueva York, 15 de octubre de 1989) fue un escritor estadounidense. Es conocido por sus libros para niños. 

## Biografía
O'Dell nació en Rattlesnake Island en Los Ángeles, siendo hijo de May Elizabeth Gabriel y Bennett Mason Scott. Asistió a varias universidades, incluyendo el Occidental College en 1919, la Universidad de Wisconsin-Madison en 1920, la Universidad de Stanford en 1920-1921 y la Universidad de La Sapienza en 1925. Durante la Segunda Guerra Mundial, O'Dell sirvió en la Fuerza Aérea de los Estados Unidos.
Antes de dedicarse a tiempo completo a su carrera literaria, O'Dell trabajó en Hollywood como camarógrafo y director técnico. También trabajo como columnista en el Los Angeles Mirror y como crítico literario en el Los Angeles Daily News. Durante este periodo como columnista fue que un editor escribió erróneamente su nombre como Scott O'Dell. Al escritor le gustó el nombre y decidió cambiárselo legalmente.
O'Dell empezó a escribir libros para adultos en 1934. No fue hasta finales de los años 1950 que empezó a escribir literatura infantil. En 1972, recibió el Premio Hans Christian Andersen.
En 1981, O'Dell fundó el Scott O'Dell Award for Historical Fiction, un premio de US$5.000 que reconoce obras sobresaliente de ficción histórica. 
O'Dell murió de cáncer de próstata el 15 de octubre de 1989, a los 91 años.

## Obras
- Venus Among the Fishes (1995)
- Thunder Rolling in the Mountains (1991)
- My Name Is Not Angelica (1989)
- Black Star, Bright Dawn (1988)
- The Serpent Never Sleeps (1987)
- Streams to River, River to the Sea: A Novel of Sacagawea (1986)
- The Road to Damietta (1985)
- Alexandra (1984)
- The Castle in the Sea (1983)
- The Amethyst Ring (1983)
- The Spanish Smile (1982)
- The Feathered Serpent (1981)
- Sarah Bishop (1980)
- The Captive (1979)
- Kathleen, Please Come Home (1978)
- Carlota (1977)
- The 290 (1976)
- Zia (1976)
- The Hawk That Dare Not Hunt by Day (1975)
- Child of Fire (1974)
- The Cruise of the Arctic Star (1973)
- The Treasure of Topo-El-Bampo (1972)
- Sing Down the Moon (1970)
- Journey to Jericho (1969)
- The Dark Canoe (1968)
- The Black Pearl (1967)
- The King's Fifth (1966)
- Island of the Blue Dolphins (1960)